# Lasioptera melampyri
Lasioptera melampyri is een muggensoort uit de familie van de galmuggen (Cecidomyiidae). De wetenschappelijke naam van de soort is voor het eerst geldig gepubliceerd in 1968 door Mohn.